# VAQ-34
El VAQ-34, amb indicatiu Flashbacks, va ser un esquadró de guerra electrònica tàctica de la Marina dels Estats Units. Es va establir l'1 de març de 1983 al Pacific Missile Test Center, a Califòrnia, sota el FEWSG (Grup de Suport a la Guerra Electrònica de la Marina). L'esquadró es va formar per proporcionar entrenament realista a les tripulacions dels vaixells per contrarestar les amenaces de míssils i atacs electrònics soviètics, i es va modelar a partir del seu homòleg de la costa est, el VAQ-33.
L'establiment de l'esquadró va requerir la recuperació d'avions i altres equips de diverses fonts no tradicionals. Un equip de l'Estació Aèria Naval Alameda va recuperar quatre RA-3B Skywarriors del cementiri d'avions a la base de la Força Aèria Davis-Monthan a Arizona, i després els va adequar perquè fossin acceptables per a l'ús de l'esquadró. Més tard els van convertir en ERA-3B per donar a l'esquadró l'entrenament electrònic hostil més realista possible. Un altre Skywarrior, aquest en millors condicions, va anar més directament des del cementiri d'avions a l'esquadró. Va permetre que la tripulació i la formació de manteniment comencés l'entrenament a l'espera del lliurament dels ERA-3B. També es van transferir sis TA-7C Corsair II al VAQ-34 des d'altres actius de la flota. Més tard es van convertir en EA-7L. L'any 1991, els avions ERA-3B i EA-7L van ser retirats o transferits, i l'esquadró aviat va adquirir vuit caces d'atac F/A-18A Hornet equipats amb simuladors de míssils, detectors d'amenaces, equips de bloqueig i dispensadors de Chaff.
Quan Rosemary Bryant Mariner va assumir el comandament l'any 1990, el VAQ-34 es va convertir en el primer esquadró d'aviació militar dels EUA comandat per una dona. L'any 1993, l'Armada va transferir el paper d'atacs electrònics a la Reserva de la Marina, la qual cosa va provocar la dissolució del VAQ-34 el 5 d'octubre de 1993.